# Presjeka (gmina Višegrad)
Presjeka (cyr. Пресјека) – wieś w Bośni i Hercegowinie, w Republice Serbskiej, w gminie Višegrad. W 2013 roku liczyła 2 mieszkańców.